# Стимфал (сын Элата)
Стимфал (др.-греч. Στύμφαλος) — персонаж древнегреческой мифологии. Сын Элата и Лаодики. Царь Аркадии. Отец Парфенопы. Пелоп вел с ним войну, но неудачно. Притворился другом Стимфала, убил его, а тело разрубил на части и повсюду разбросал. От него назван источник и город у источника. Отец Агамеда и Гортина.